# Stanley Garton
Arthur Stanley Garton (31 de marzo de 1889-20 de octubre de 1948) fue un deportista británico que compitió en remo. Participó en los Juegos Olímpicos de Estocolmo 1912, obteniendo una medalla de oro en la prueba de ocho con timonel.

## Palmarés internacional
| Juegos Olímpicos | Juegos Olímpicos   | Juegos Olímpicos | Juegos Olímpicos |
| Año              | Lugar              | Medalla          | Prueba           |
| ---------------- | ------------------ | ---------------- | ---------------- |
| 1912             | Estocolmo (Suecia) | Medalla de oro   | Ocho con timonel |